# 626 Notburga
626 Notburga је астероид главног астероидног појаса. Приближан пречник астероида је 100,73 ,
а средња удаљеност астероида од Сунца износи 2,574 астрономских јединица (АЈ).
Инклинација (нагиб) орбите у односу на раван еклиптике је 25,355 степени, а орбитални период износи 1509,231 дана (4,132 године). Ексцентрицитет орбите астероида износи 0,241.
Апсолутна магнитуда астероида износи 9,00 а геометријски албедо 0,043.
Астероид је откривен 11. фебруара 1907. године.